# جوزيف كوجسويل
جوزيف غرين كوجسويل (27 سبتمبر 1786 - 26 نوفمبر 1871) كان أمين مكتبة أمريكي وصانع فهارس ومعلما مبتكرا.

## تعليم
ولد كوجسويل في إبسويتش، ماساتشوستس، وتلقى تعليما في مدرسة النحو في إبسويتش، والتحق بأكاديمية فيليبس إكستر. تخرج منجامعة هارفارد عام 1806، ودرس القانون من 1807 إلى 1809. بعد القيام برحلة إلى الهند كمرافق لحمولة على ظهر السفينة التي أبحر فيها، درس كوجسويل القانون مع فيشر أميس في ديدهام، وتدرب لبضع سنوات في بلفاست، ماين. في 1812 تزوج ماري، ابنة الحاكم جون تايلور جيلمان. توفيت في عام 1813. وفاتها، ونفوره من المهنة، قادته إلى التخلي عن ممارسة القانون.
من 1813 حتى 1815 كان مدرسا في جامعة هارفارد. تم انتخابه كزميل مشارك للأكاديمية الأمريكية للفنون والعلوم في عام 1816. في تلك السنة ذهب كوجسويل إلى أوروبا، برفقة جورج تكنور، وقضى عامين في جامعة غوتنغن، حيث أولي اهتماما خاصا لأساليب ومبادئ التعليم. ومرت سنتان أخريان في أوروبا، كان يجوب فيها القارة، والعواصم الرئيسية، من أجل دراسة المشاكل التعليمية والببليوغرافيا. خلال جزء من هذا الوقت، كان إدوارد إيفرت رفيقه. وكان مع صديقه تكنور، ضيف السير والتر سكوت، في أبوتسفورد. كما ساهم في مجلة بلاكوود (فبراير، 1819) باثنين من المقالات المجهولة عبارة عن دراسة نقدية للتعليم فيالولايات المتحدة.

## في التعليم
عاد إلى الولايات المتحدة في عام 1820، وعين أستاذا للجيولوجيا والمعادن، وأمين مكتبة الكلية في جامعة هارفارد. في عام 1823، بعد أن استقال من منصبه في هارفارد، قام كوجسويل، ومعه جورج بانكروفت، المؤرخ، بإنشاء مدرسة راوند هيل في نورثهامبتون، ماساشوستس. وكانت خطة المؤسسة جديدة، واستنادا إلى دراسة أفضل أنظمة التعليم الإنجليزية والألمانية. بعد رحيل بانكروفت من المدرسة في عام 1830، واصل كوجسويل العمل. كان عبئاً كبيراً بالنسبة له بمفرده، وأغلقت أبواب المدرسة في عام 1834. ثم تولى إدارة مؤسسة مماثلة في رالي بولاية نورث كارولينا. أدى سوء الصحة وعدم التوافق مع الثقافة الجنوبية إلى استقالته بعد عامين في رالي.

## محرر وأمين مكتبة
في عام 1836، دخل عائلة المصرفي صمويل وورد (والد جوليا وارد هاو وصموئيل كوتلر وارد) في مدينة نيويورك. وكان ثلاثة من أبناء وورد من الطلاب في مدرسة راوند هيل. أصبح كوجسويل أيضا محرر مجلة نيويورك، واحدة من المجلات النقدية الأميركية الرائدة في ذلك الوقت. وظل محررا حتى تعليق عملها في عام 1842. عن طريق وورد، أصبح صديق وصاحب جون جاكوب أستور، الذي حث على مشروع المكتبة. وانطلاقا من هذا العرض، قام كوغسويل، بالتعاون مع أستور وواشنطن إيرفينغ وفيتز غرين هاليك، بترتيب خطة مكتبة أستور. مع هاليك، وايرفينغ، وغيرهم، تم تعيين كوجسويل وصي الصندوق لإنشاءها.

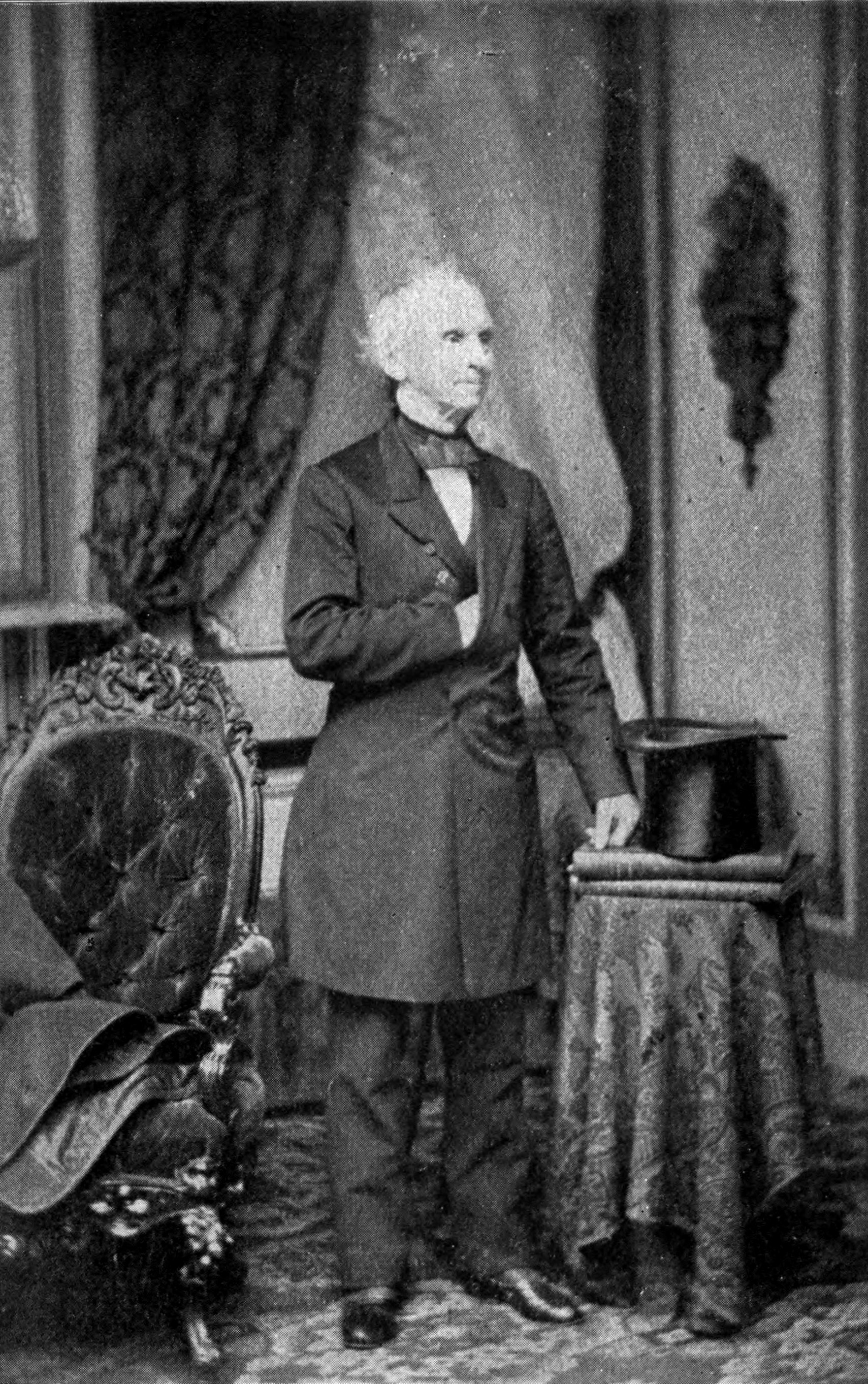
جوزيف كوجسويل ج. 1870

عندما تم تعيين واشنطن ايرفينغ وزيرا لاسبانيا، كان حريصا على ان يصاحبه صديقه كوجسويل سكرتيرا للوزارة، وبناء على ذلك كتب إلى واشنطن طالبا تعيينه. وقال ايرفينغ «انه هو»، على لسان ايرفينغ، «رجل تربطني به علاقة حميمة سرية، وأنا لا أعرف أي شخص لديه خبراته المختلفة، وحكمته الفورية، ومعرفته بالعالم، وعاداته التجارية، وهو أمر يعطيني الأمل والثقة بأن يقدم لي المشورة، والمعونة، والرفقة، التي ستكون في غاية الأهمية في مدريد، حيث يكون الغريب أكثر عزلة من أي عاصمة أخرى في أوروبا».
تلقى كوجسويل التعيين، وكان على وشك القبول به، ولكن عندما وجد أستور أنه من المرجح أن يفقد خدماته التي لا تقدر بثمن، جعله المشرف على المكتبة الجديدة. بعد وفاة التاجر الغني، في عام 1848، سافر كوجسويل إلى أوروبا لشراء الكتب. اكتسب كوجسويل العديد من المعارف الجدد بين النخب الفكرية الأوروبية خلال زياراته المتكررة لأوروبا، بما في ذلك يوهان فولفغانغ فون غوته، وألكسندر فون هومبولت، وجورج غوردون بايرون، وبيير جان دي بيرانجر، ووالتر سكوت. وكانت معرفته الببليوغرافية العامة تمثل خدمة عظيمة لمكتبة أستور، وكان إعداد كتالوج تحليلي وأبجدي للمجموعة يعد أحد أعماله العظيمة. كما أعطى مكتبة أستور سلسلة قيمة خاصة من الأعمال المتعلقة بببليوغرافيا، كما قام قبل ذلك بالاشتراك مع صديق في تزويد هارفارد بمجموعة نادرة من المعادن والعديد من العينات النباتية.
واصل واجبات المشرف حتى تقاعده بسبب الشيخوخة في عام 1861. عاد كوجسويل إلى ماساتشوستس ليستقر في كامبريدج، ماساتشوستس. استقال من منصب أمين مكتبة أستور في عام 1863. وتوفي في 26 نوفمبر 1871 في كامبريدج.